# Маречек, Лукаш
Лу́каш Ма́речек (чеш. Lukáš Mareček; род. 17 апреля 1990, Иванчице) — чешский футболист, полузащитник клуба «Теплице».

## Клубная карьера
Маречек начал заниматься футболом в детской команде клуба «Домашов». Через год он поступил в футбольную школу «Зброёвки». В 2007 году Лукаш был включён в заявку основной команды на сезон. В том же году он дебютировал в Гамбринус лиге. В начале 2010 года Маречек перешёл в бельгийский «Андерлехт». 30 апреля в матче против «Зюлте-Варегем» он дебютировал в Жюпиле лиге. С «Андерлехтом» Маречек дважды выиграл чемпионат и трижды Суперкубок Бельгии. Лукаш не всегда попадал в основной состав и 2012 году для получения игровой практики на правах аренды перешёл в нидерландский Херенвен. 2 сентября в матче против амстердамского «Аякса» Маречек дебютировал в Эредивизи. 9 февраля 2013 года в поединке против «ВВВ-Венло» он забил свой первый гол за «Херенвен».
Летом того же года Маречек вернулся на родину подписав контракт с пражской «Спартой». 16 сентября в матче против «Зноймо» он дебютировал за новую команду. 5 октября в поединке Кубка Чехии против «Зноймо» Лукаш забил свой первый гол за «Спарту». В своём дебютном сезоне Маречек помог клубу выиграть чемпионат и Кубок Чехии. В 2015 году он стал обладателем Суперкубка Чехии.
В начале 2018 года Маречек перешёл в бельгийский «Локерен». 17 февраля в матче против «Кортрейка» он дебютировал за Жюпиле лиге.

## Карьера в сборной
В 2009 году Маречек в составе молодёжной сборной Чехии принял участие в молодёжном чемпионате мира в Египте. На турнире он сыграл в матчах против команд Австралии, Бразилии, Коста-Рики и Венгрии.
В 2011 году Лукаш помог молодёжной команде занять четвёртое место на молодёжном чемпионате Европы в Дании. На турнире он сыграл в матчах против сборных Украины, Англии и Швейцарии.
24 марта 2016 года дебютировал за главную сборную страны в товарищеском матче против сборной Шотландии, выйдя на замену на 78-й минуте. Матч закончился победой шотландцев со счётом 1:0.

## Статистика выступлений за сборную
| Матчи за сборную Чехии | Матчи за сборную Чехии | Матчи за сборную Чехии | Матчи за сборную Чехии | Матчи за сборную Чехии | Матчи за сборную Чехии | Матчи за сборную Чехии |
| ---------------------- | ---------------------- | ---------------------- | ---------------------- | ---------------------- | ---------------------- | ---------------------- |
| №                      | Дата                   | Оппонент               | Счёт                   | Голы                   | Соревнование           |                        |
| 1                      | 24 марта 2016          | Шотландия              | 0:1                    | -                      | Товарищеский матч      |                        |
| 2                      | 29 марта 2016          | Швеция                 | 1:1                    | -                      | Товарищеский матч      |                        |
| 3                      | 27 мая 2016            | Мальта                 | 6:0                    | -                      | Товарищеский матч      |                        |

## Достижения
Командные
 «Андерлехт
- Чемпионат Бельгии по футболу — 2009/10
- Чемпионат Бельгии по футболу — 2011/12
- Обладатель Суперкубка Чехии — 2010/2011
- Обладатель Суперкубка Чехии — 2012/2013
- Обладатель Суперкубка Чехии — 2013/2014

 «Спарта» (Прага)
- Чемпионат Чехии по футболу — 2013/14
- Обладатель Кубка Чехии — 2013/14
- Обладатель Суперкубка Чехии — 2014